# Wendelin Küpers
Wendelin Küpers (* 6. November 1965) ist ein deutscher anwendungsorientierter Grundlagenforscher integraler Theorie und Praxis von Organisationen und Führung sowie von Wirtschaft und Gesellschaft.

## Leben
Wendelin Küpers hat in den Jahren 1989 bis 1995 an der Universität Witten/Herdecke Wirtschaftswissenschaft studiert, wo er 1998 zu einer Phänomenologie der Dienstleistungsqualität promovierte. Von 1999 bis 2001 untersuchte er in einer theoretischen und empirischen Studie an der Hochschule St. Gallen die Bedeutung von Demotivation in Unternehmen. Im Anschluss war er wissenschaftlicher Mitarbeiter an der Fernuniversität Hagen bei Jürgen Weibler sowie Lehrbeauftragter an der Hochschule St. Gallen und der Universität Innsbruck. Nach seiner Zeit als Associate Professor an der School for Management der Massey University, Auckland in Neuseeland lehrt und forscht er zur Zeit als Professor für Leadership und Organisation Studies an der Karlshochschule International University in Karlsruhe sowie war affiliiert mit ARTEM ICN Business School (Nancy, Paris, Berlin), und war Mitglied des dortigen UNESCO Chair for Research on Art and Science for Sustainable Development.
In seiner phänomenologischen und interdisziplinären Forschung untersucht er Möglichkeiten integraler Organisations- und Führungspraktiken, Organisationales Lernen und Wandel, Leiblichkeit, Emotionen und Kreativität, Ästhetik in organisationalen Lebenswelten sowie die Entwicklung einer „Phäno-Praxis“. Auf der Basis von Merleau-Ponty versucht er damit einen Beitrag zu einem erweiterten und integralem Verständnis verkörperter Organisations- und Führungspraxis mit Bezug zu einer nachhaltigen und gerechten Wirtschaft und Gesellschaft sowie Naturbeziehung zu leisten.

## Publikationen (Auswahl)
Bücher (Auswahl)
- Integrating Embodied Practice, Action in Praxis and Transformational Wisdom for Sustainable Organization and Leadership”. Rouledge, New York 2025.
- Leadership and Wisdom. Narrating the Future Responsibly”, (with Matt Statler). Rouledge, New York 2019.
- Re-Thinking Management, (with Stephan Sonnenburg & Martin Zierold), Springer. Berlin 2017.
- Wisdom Learning: Perspectives on Wising-up Business and Management Education, (with Olaf Gunnlaugson). Routledge, New York 2017.
- Phenomenology of the Embodied Organisation - The contribution of Merleau-Ponty for organisation studies and practice. Palgrave, London 2015.
- A Handbook of Practical Wisdom: Leadership, Organisation and Integral Business Practice, (with David Pauleen). Gower, London 2013.
- Integrale Steuerung von Organisationen”, (mit Jürgen Deeg & Jürgen Weibler). Oldenbourg, München 2010.
- Integrales Management und Organisation von Bildungseinrichtungen,(with Stefan Laske & Claudia Meister-Scheytt). Wasmann, Oldenburg 2006.
- Emotionen in Organisationen, (mit Jürgen Weibler). Kohlhammer, Stuttgart 2005.
- Demotivation --> „Remotivation. Wie Leistungspotenziale blockiert und reaktiviert werden“ (with Rolf Wunderer). Luchterhand-Wolters-Kluwer, Neuwied 2003.
- Phänomenologie der Dienstleistungsqualität. Gabler, Wiesbaden 1999, ISBN 3-8244-4368-6.

Buchkapitel (Auswahl)
- Culture and Context of Wisdom (‘Weisheit’) and Wise Leadership Practice in the German-speaking World. In: Eric H. Kessler & Diana J. Wong-MingJi (Hrsg.): Global Wisdoms for Sustainable Leadership Impact: Insights from Decoding Cultural Enigmas. Elgar, Cheltenham 2024.
- „Post-Phenomenology - Integrating enfleshed Prâxis, Practices, Phrónêsis and Sustainable Action for organising and embodied living common(ing) and commonviviality“, François-Xavier de Vaujany, Jeremy Aroles and Mar Pérezts „Phenomenologies and Organisation Studies: Problematising management and organizing as appearing and appearances“. Cambridge University Press, Cambridge 2022, S. 577–603.
- Embodied Inter-Practices in Resonance as New Forms of Working in Organisations”, in Aroles, J., Dale, K. & de Vaujany, F. (eds.), Experiencing the New World of Work. Cambridge University Press, Cambridge 2020, S. 13–38.
- Post-Pandoran hope for moving wisely beyond the neo-Promethean Anthropocene, in Daniel Ericsson & Monika Kostera (eds.), Organising goodness and hope. Elgar, Cheltenham 2019, S. 72–84.
- Merlin as Tale of Practical Wisdom in: Küpers, W. & Statler, M. (eds.), “Tales of Wisdom in Business and Leadership”, New York: Routledge. Routledge, New York 2019, S. 178–230.